# National Basketball League (Australia)
National Basketball League – profesjonalna liga koszykarska w Australii i Nowej Zelandii, reprezentująca najwyższą klasę rozgrywkową w tych krajach.

## Format rozgrywek
Cztery drużyny z najlepszym bilansem uzyskanym w sezonie zasadniczym awansują do rozgrywek final four. Zespoły, które zajęły odpowiednio pierwsze i drugie miejsce podczas rozgrywek regularnych dysponują przewaga własnego parkietu w serii do dwóch zwycięstw w konfrontacji z drużynami, które zajęły trzecie i czwarte miejsce. Zwycięzcy tych spotkań awansują do ścisłego finału, gdzie rywalizują również do dwóch wygranych. Zwycięzca tej konfrontacji zostaje mistrzem NBL (Australii i Nowej Zelandii).

## Zespoły
| Klub                  | Miasto, Region                 | Hala                                                               | Poj. hali         | Założony | Dołączył | Trener                 |
| --------------------- | ------------------------------ | ------------------------------------------------------------------ | ----------------- | -------- | -------- | ---------------------- |
| Adelaide 36ers        | Adelaide, Australia Południowa | Titanium Security Arena                                            | 8000              | 1982     | 1982     | Joey Wright            |
| Cairns Taipans        | Cairns, Queensland             | Cairns Convention Centre                                           | 5300              | 1999     | 1999     | Aaron Fearne           |
| Illawarra Hawks       | Wollongong, New South Wales    | WIN Entertainment Centre                                           | 6000              | 1979     | 1979     | Rob Beveridge          |
| Melbourne United      | Melbourne, Wiktoria            | Hisense Arena Margaret Court Arena State Netball and Hockey Centre | 10500 7,500 3,500 | 1931     | 1984     | Dean Demopoulos        |
| New Zealand Breakers  | Auckland, Nowa Zelandia        | Vector Arena North Shore Events Centre                             | 9,300 4,400       | 2003     | 2003     | Dean Vickerman         |
| Perth Wildcats        | Perth, Australia Zachodnia     | Perth Arena                                                        | 14846             | 1982     | 1982     | Trevor Gleeson         |
| Sydney Kings          | Sydney, Nowa Południowa Walia  | Sydney Olympic Park Sports Centre                                  | 5006              | 1988     | 1988     | Joe Connelly (interim) |
| Townsville Crocodiles | Townsville, Queensland         | Townsville Entertainment and Convention Centre                     | 5257              | 1986     | 1993     | Shawn Dennis           |

## Finały
| Pogrubienie | Zwycięzca finałów |

| Rok  | Gospodarz                  | Wynik  | Gość                   |
| ---- | -------------------------- | ------ | ---------------------- |
| 1979 | St Kilda Saints            | 94–93  | Canberra Cannons       |
| 1980 | West Adelaide Bearcats     | 88–113 | St Kilda Saints        |
| 1981 | Launceston Casino City     | 75–54  | Nunawading Spectres    |
| 1982 | West Adelaide Bearcats     | 80–74  | Geelong Supercats      |
| 1983 | Canberra Cannons           | 75–73  | West Adelaide Bearcats |
| 1984 | Brisbane Bullets           | 82–84  | Canberra Cannons       |
| 1985 | Brisbane Bullets           | 121–95 | Adelaide 36ers         |
| 1986 | Adelaide 36ers             | 2–1    | Brisbane Bullets       |
| 1987 | Brisbane Bullets           | 2–0    | Perth Wildcats         |
| 1988 | North Melbourne Giants     | 1–2    | Canberra Cannons       |
| 1989 | North Melbourne Giants     | 2–0    | Canberra Cannons       |
| 1990 | Brisbane Bullets           | 1–2    | Perth Wildcats         |
| 1991 | Perth Wildcats             | 2–1    | Eastside Spectres      |
| 1992 | South East Melbourne Magic | 2–1    | Melbourne Tigers       |
| 1993 | Perth Wildcats             | 1–2    | Melbourne Tigers       |
| 1994 | North Melbourne Giants     | 2–0    | Adelaide 36ers         |
| 1995 | Perth Wildcats             | 2–1    | North Melbourne Giants |
| 1996 | South East Melbourne Magic | 2–1    | Melbourne Tigers       |
| 1997 | South East Melbourne Magic | 1–2    | Melbourne Tigers       |
| 1998 | South East Melbourne Magic | 0–2    | Adelaide 36ers         |
| 1999 | Adelaide 36ers             | 2–1    | Victoria Titans        |
| 2000 | Perth Wildcats             | 2–0    | Victoria Titans        |
| 2001 | Wollongong Hawks           | 2–1    | Townsville Crocodiles  |
| 2002 | Adelaide 36ers             | 2–1    | West Sydney Razorbacks |
| 2003 | Sydney Kings               | 2–0    | Perth Wildcats         |
| 2004 | Sydney Kings               | 3–2    | West Sydney Razorbacks |
| 2005 | Sydney Kings               | 3–0    | Wollongong Hawks       |
| 2006 | Sydney Kings               | 0–3    | Melbourne Tigers       |
| 2007 | Brisbane Bullets           | 3–1    | Melbourne Tigers       |
| 2008 | Sydney Kings               | 2–3    | Melbourne Tigers       |
| 2009 | South Dragons              | 3–2    | Melbourne Tigers       |
| 2010 | Perth Wildcats             | 2–1    | Wollongong Hawks       |
| 2011 | New Zealand Breakers       | 2–1    | Cairns Taipans         |
| 2012 | New Zealand Breakers       | 2–1    | Perth Wildcats         |
| 2013 | New Zealand Breakers       | 2–0    | Perth Wildcats         |
| 2014 | Perth Wildcats             | 2–1    | Adelaide 36ers         |
| 2015 | Cairns Taipans             | 0–2    | New Zealand Breakers   |

## Bilans finalistów
| Zespół                     | Mistrz | Wicemistrz | Razem | Mistrzowskie lata                  | Wicemistrzowskie lata        |
| -------------------------- | ------ | ---------- | ----- | ---------------------------------- | ---------------------------- |
| Perth Wildcats             | 6      | 5          | 11    | 1990, 1991, 1995, 2000, 2010, 2014 | 1987, 1993, 2003, 2012, 2013 |
| Melbourne United           | 4      | 5          | 9     | 1993, 1997, 2006, 2008             | 1992, 1996, 1998, 2007, 2009 |
| Adelaide 36ers             | 4      | 3          | 7     | 1986, 1998, 1999, 2002             | 1985, 1994, 2014             |
| New Zealand Breakers       | 4      | 0          | 4     | 2011, 2012, 2013, 2015             |                              |
| Brisbane Bullets           | 3      | 3          | 6     | 1985, 1987, 2007                   | 1984, 1986, 1990             |
| Canberra Cannons           | 3      | 2          | 5     | 1983, 1984, 1988                   | 1979, 1989                   |
| Sydney Kings               | 3      | 2          | 5     | 2003, 2004, 2005                   | 2006, 2008                   |
| North Melbourne Giants     | 2      | 2          | 4     | 1989, 1994                         | 1988, 1995                   |
| South East Melbourne Magic | 2      | 2          | 4     | 1992, 1996                         | 1997, 1998                   |
| St Kilda Saints            | 2      | 0          | 2     | 1979, 1980                         |                              |
| West Adelaide Bearcats     | 1      | 2          | 3     | 1982                               | 1980, 1983                   |
| Illawarra Hawks            | 1      | 2          | 3     | 2001                               | 2005, 2010                   |
| Launceston Casino City     | 1      | 0          | 1     | 1981                               |                              |
| South Dragons              | 1      | 0          | 1     | 2009                               |                              |
| West Sydney Razorbacks     | 0      | 2          | 2     | None                               | 2002, 2004                   |
| Cairns Taipans             | 0      | 2          | 2     | None                               | 2011, 2015                   |
| Eastside Spectres          | 0      | 2          | 2     | None                               | 1981, 1991                   |
| Geelong Cats               | 0      | 1          | 1     | None                               | 1982                         |
| Townsville Crocodiles      | 0      | 1          | 1     | None                               | 2001                         |

## Nagrody i wyróżnienia
| Rok     | Zawodnik                         | Nar.                          | Zespół                                  |
| ------- | -------------------------------- | ----------------------------- | --------------------------------------- |
| 1979    | Ken Richardson                   | Australia                     | West Adelaide Bearcats                  |
| 1980    | Rocky Smith                      | Stany Zjednoczone             | St. Kilda Saints                        |
| 1981    | Mike Jones                       | Australia                     | Illawarra Hawks                         |
| 1982    | Al Green                         | Stany Zjednoczone             | West Adelaide Bearcats                  |
| 1983    | Owen Wells                       | Stany Zjednoczone             | Sydney Supersonics                      |
| 1984    | Leroy Loggins                    | Stany Zjednoczone             | Brisbane Bullets                        |
| 1985    | Ray Borner                       | Australia                     | Coburg Giants                           |
| 1986    | Leroy Loggins (2)                | Stany Zjednoczone             | Brisbane Bullets                        |
| 1987    | Mark Davis Leroy Loggins (3)     | Australia · Stany Zjednoczone | Adelaide 36ers Brisbane Bullets         |
| 1988    | Joe Hurst                        | Stany Zjednoczone             | Hobart Devils                           |
| 1989    | Scott Fisher                     | Stany Zjednoczone             | North Melbourne Giants                  |
| 1990    | Derek Rucker                     | Stany Zjednoczone             | Brisbane Bullets                        |
| 1991    | Andrew Gaze                      | Australia                     | Melbourne Tigers                        |
| 1992    | Scott Fisher (2) Andrew Gaze (2) | Stany Zjednoczone · Australia | North Melbourne Giants Melbourne Tigers |
| 1993    | Robert Rose                      | Stany Zjednoczone             | South East Melbourne Magic              |
| 1994    | Andrew Gaze (3)                  | Australia                     | Melbourne Tigers                        |
| 1995    | Andrew Gaze (4)                  | Australia                     | Melbourne Tigers                        |
| 1996    | Andrew Gaze (5)                  | Australia                     | Melbourne Tigers                        |
| 1997    | Andrew Gaze (6)                  | Australia                     | Melbourne Tigers                        |
| 1998    | Andrew Gaze (7)                  | Australia                     | Melbourne Tigers                        |
| 1998–99 | Steve Woodberry                  | Stany Zjednoczone             | Brisbane Bullets                        |
| 1999–00 | Paul Rogers                      | Australia                     | Perth Wildcats                          |
| 2000–01 | Robert Rose (2)                  | Stany Zjednoczone             | Townsville Crocodiles                   |
| 2001–02 | Mark Bradtke                     | Australia                     | Melbourne Tigers                        |
| 2002–03 | Chris Williams                   | Stany Zjednoczone             | Sydney Kings                            |
| 2003–04 | Matt Nielsen                     | Australia                     | Sydney Kings                            |
| 2004–05 | Brian Wethers                    | Stany Zjednoczone             | Hunter Pirates                          |
| 2005–06 | Chris Anstey                     | Australia                     | Melbourne Tigers                        |
| 2006–07 | Sam Mackinnon                    | Australia                     | Brisbane Bullets                        |
| 2007–08 | Chris Anstey (2)                 | Australia                     | Melbourne Tigers                        |
| 2008–09 | Kirk Penney                      | Nowa Zelandia                 | New Zealand Breakers                    |
| 2009–10 | Corey Williams                   | Stany Zjednoczone             | Townsville Crocodiles                   |
| 2010–11 | Gary Ervin                       | Stany Zjednoczone             | Wollongong Hawks                        |
| 2011–12 | Kevin Lisch                      | Stany Zjednoczone             | Perth Wildcats                          |
| 2012–13 | Cedric Jackson                   | Stany Zjednoczone             | New Zealand Breakers                    |
| 2013–14 | Rotnei Clarke                    | Stany Zjednoczone             | Wollongong Hawks                        |
| 2014–15 | Brian Conklin                    | Stany Zjednoczone             | Townsville Crocodiles                   |

| Rok  | Zawodnik           | Nar.              | Zespół                     |
| ---- | ------------------ | ----------------- | -------------------------- |
| 1979 | Larry Sengstock    | Australia         | St. Kilda Saints           |
| 1980 | Rocky Smith        | Stany Zjednoczone | St. Kilda Saints           |
| 1981 | bd                 | bd                | bd                         |
| 1982 | bd                 | bd                | bd                         |
| 1983 | bd                 | bd                | bd                         |
| 1984 | bd                 | bd                | bd                         |
| 1985 | bd                 | bd                | bd                         |
| 1986 | Mark Davis         | Stany Zjednoczone | Adelaide 36ers             |
| 1987 | Leroy Loggins      | Stany Zjednoczone | Brisbane Bullets           |
| 1988 | Phil Smyth         | Australia         | Canberra Cannons           |
| 1989 | Scott Fisher       | Stany Zjednoczone | North Melbourne Giants     |
| 1990 | Ricky Grace        | Stany Zjednoczone | Perth Wildcats             |
| 1991 | Pete Hansen        | Australia         | Perth Wildcats             |
| 1992 | Bruce Bolden       | Australia         | South East Melbourne Magic |
| 1993 | Ricky Grace (2)    | Stany Zjednoczone | Perth Wildcats             |
| 1994 | Paul Rees          | Australia         | North Melbourne Giants     |
| 1995 | Andrew Vlahov      | Australia         | Perth Wildcats             |
| 1996 | Mike Kelly         | Australia         | South East Melbourne Magic |
| 1997 | Lanard Copeland    | Stany Zjednoczone | Melbourne Tigers           |
| 1998 | Kevin Brooks       | Stany Zjednoczone | Adelaide 36ers             |
| 1999 | Brett Maher        | Australia         | Adelaide 36ers             |
| 2000 | Marcus Timmons     | Stany Zjednoczone | Perth Wildcats             |
| 2001 | Glen Saville       | Australia         | Wollongong Hawks           |
| 2002 | Brett Maher (2)    | Australia         | Adelaide 36ers             |
| 2003 | Chris Williams     | Stany Zjednoczone | Sydney Kings               |
| 2004 | Matt Nielsen       | Australia         | Sydney Kings               |
| 2005 | Jason Smith        | Australia         | Sydney Kings               |
| 2006 | Chris Anstey       | Australia         | Melbourne Tigers           |
| 2007 | Sam Mackinnon      | Australia         | Brisbane Bullets           |
| 2008 | Chris Anstey (2)   | Australia         | Melbourne Tigers           |
| 2009 | Donta Smith        | Stany Zjednoczone | South Dragons              |
| 2010 | Kevin Lisch        | Stany Zjednoczone | Perth Wildcats             |
| 2011 | Thomas Abercrombie | Nowa Zelandia     | New Zealand Breakers       |
| 2012 | C.J. Bruton        | Australia         | New Zealand Breakers       |
| 2013 | Cedric Jackson     | Stany Zjednoczone | New Zealand Breakers       |
| 2014 | Jermaine Beal      | Stany Zjednoczone | Perth Wildcats             |
| 2015 | Cedric Jackson     | Stany Zjednoczone | New Zealand Breakers       |

| - 1980 Barry Barnes (Nunawading Spectres) - 1981 Bob Turner (Newcastle Falcons) - 1982 Cal Bruton (Geelong Cats) - 1983 Robbie Cadee (Bankstown Bruins) - 1984 Brian Kerle (Brisbane Bullets) - 1985 Bob Turner (Canberra Cannons) - 1986 Ken Cole (Adelaide 36ers) - 1987 David Lindstrom (Illawarra Hawks) - 1988 Bruce Palmer (North Melbourne Giants) - 1989 Lindsay Gaze (Melbourne Tigers) - 1990 Brian Kerle (Brisbane Bullets) - 1991 Murray Arnold (Perth Wildcats) - 1992 Brian Goorjian (South East Melbourne Magic) - 1993 Alan Black (Illawarra Hawks) - 1994 Brett Brown (North Melbourne Giants) - 1995 Alan Black (Illawarra Hawks) i Tom Wiseman (Newcastle Falcons) - 1996 Brett Flanigan (Canberra Cannons) - 1997 Lindsay Gaze (Melbourne Tigers) i Brian Goorjian (South East Melbourne Magic) - 1998 Brian Goorjian (South East Melbourne Magic) - 1999 Lindsay Gaze (Melbourne Tigers) i Brendan Joyce (Wollongong Hawks) - 2000 Ian Stacker (Townsville Crocodiles) - 2001 Brendan Joyce (Wollongong Hawks) - 2002 Brian Goorjian (Victoria Titans) - 2003 Ian Stacker (Townsville Crocodiles) - 2004 Joey Wright (Brisbane Bullets) - 2005 Adrian Hurley (Hunter Pirates) - 2006 Alan Westover (Melbourne Tigers) - 2007 Joey Wright (Brisbane Bullets) - 2008 Brian Goorjian (Sydney Kings) - 2009 Brian Goorjian (South Dragons) - 2010 Gordie McLeod (Wollongong Hawks) - 2011 Trevor Gleeson (Townsville Crocodiles) - 2012 Andrej Lemanis (New Zealand Breakers) - 2013 Andrej Lemanis (New Zealand Breakers) - 2014 Gordie McLeod (Wollongong Hawks) - 2015 Aaron Fearne (Cairns Taipans) | - 1983 Jamie Kennedy (Canberra Cannons) - 1984 Andrew Gaze (Melbourne Tigers) - 1985 Mike McKay (Adelaide 36ers) - 1986 Steve Lunardon (Nunawading Spectres) - 1987 Greg Hubbard (Illawarra Hawks) - 1988 Shane Heal (Brisbane Bullets) - 1989 Justin Withers (Illawarra Hawks) - 1990 Justin Cass (Hobart Tassie Devils) - 1991 Andrew Vlahov (Perth Wildcats) - 1992 Lachlan Armfield (Canberra Cannons) - 1993 Chris Blakemore (Adelaide 36ers) - 1994 Sam Mackinnon (South East Melbourne Magic) - 1995 John Rillie (Brisbane Bullets) - 1996 Scott McGregor (Newcastle Falcons) - 1997 Matt Nielsen (Sydney Kings) - 1998 David Smith (North Melbourne Giants) - 1999 Damien Ryan (Canberra Cannons) - 2000 Derek Moore (Sydney Kings) - 2001 Axel Dench (Wollongong Hawks) - 2002 Travis Lane (Sydney Kings) - 2003 Gary Boodnikoff (Sydney Kings) - 2004 Steven Marković (West Sydney Razorbacks) - 2005 Brad Newley (Townsville Crocodiles) - 2006 Mark Worthington (Sydney Kings) - 2007 Joe Ingles (South Dragons) - 2008 Nathan Jawai (Cairns Taipans) - 2009 Aaron Bruce (Adelaide 36ers) - 2010 Jesse Wagstaff (Perth Wildcats) - 2011 Ben Madgen (Sydney Kings) - 2012 Anatoly Bose (Sydney Kings) - 2013 Cameron Gliddon (Cairns Taipans) - 2014 Tom Jervis (Perth Wildcats) - 2015 Angus Brandt (Sydney Kings) |

| - 1980 Ray Wood (West Adelaide Bearcats) - 1981 Ray Wood (West Adelaide Bearcats) - 1982 Phil Smyth (St. Kilda Saints) - 1983 Phil Smyth (St. Kilda Saints) - 1984 not awarded - 1985 not awarded - 1986 not awarded - 1987 Leroy Loggins (Brisbane Bullets) - 1988 Phil Smyth (Canberra Cannons) - 1989 Phil Smyth (Canberra Cannons) - 1990 Leroy Loggins (Brisbane Bullets) - 1991 Terry Dozier (Geelong Supercats) - 1992 Terry Dozier (Newcastle Falcons) - 1993 Terry Dozier (Newcastle Falcons) - 1994 Darren Lucas (South East Melbourne Magic) - 1995 Darren Lucas (South East Melbourne Magic) - 1996 Isaac Burton (Sydney Kings) - 1997 Mike Kelly (South East Melbourne Magic) - 1998 Mike Kelly (South East Melbourne Magic) - 1999 Darnell Mee (Adelaide 36ers) - 2000 Darnell Mee (Adelaide 36ers) - 2001 Darnell Mee (Adelaide 36ers) - 2002 Simon Dwight (West Sydney Razorbacks) - 2003 Glen Saville (Wollongong Hawks) - 2004 Ben Castle (Brisbane Bullets) - 2005 Darnell Mee (Wollongong Hawks) - 2006 Darnell Mee (Cairns Taipans) - 2007 Sam Mackinnon (Brisbane Bullets) - 2008 Chris Anstey (Melbourne Tigers) - 2009 Adam Gibson (South Dragons) - 2010 Dillon Boucher (New Zealand Breakers) - 2011 Damian Martin (Perth Wildcats) - 2012 Damian Martin (Perth Wildcats) - 2013 Damian Martin (Perth Wildcats) - 2014 Damian Martin (Perth Wildcats) - 2015 Damian Martin (Perth Wildcats) | - 1996 Mike McKay (Brisbane Bullets) - 1997 Ben Pepper (Newcastle Falcons) - 1998 Jason Smith (South East Melbourne Magic) - 1999 Bruce Bolden (West Sydney Razorbacks) - 2000 Ben Knight (Townsville Crocodiles) - 2001 Chris Anstey (Victoria Titans) - 2002 Jamahl Mosley (Victoria Titans) - 2003 Stephen Black (Perth Wildcats) - 2004 Darryl McDonald (Melbourne Tigers) - 2005 Brad Newley (Townsville Crocodiles) - 2006 Stephen Hoare (Melbourne Tigers) - 2007 Stephen Hoare (Melbourne Tigers) - 2008 Dontaye Draper (Sydney Kings) - 2009 Phill Jones (New Zealand Breakers) - 2010 Erron Maxey (Gold Coast Blaze) - 2011 Kevin Braswell (New Zealand Breakers) - 2012 Jesse Wagstaff (Perth Wildcats) - 2013 Adris De León (Wollongong Hawks) - 2014 Kevin Tiggs (Wollongong Hawks) - 2015 Cameron Tragardh (Cairns Taipans) - 1990 Andrew Gaze (Melbourne Tigers) - 1991 Andrew Gaze (Melbourne Tigers) - 1992 Andrew Gaze (Melbourne Tigers) - 1993 Andrew Gaze (Melbourne Tigers) - 1994 Andrew Gaze (Melbourne Tigers) - 1995 Andrew Gaze (Melbourne Tigers) - 1996 Andrew Gaze (Melbourne Tigers) - 1997 Andrew Gaze (Melbourne Tigers) |

| \| Rok \| Zawodnik \| Zespół \| \| ---- \| ---------------- \| --------------------------- \| \| 1988 \| Darren Lucas \| Eastside Melbourne Spectres \| \| 1989 \| Mark Bradtke \| Adelaide 36ers \| \| 1990 \| Shane Heal \| Geelong Supercats \| \| 1991 \| Andrew Parkinson \| Southern Melbourne Saints \| \| 1992 \| Andrew Svaldenis \| Hobart Tassie Devils \| \| 1993 \| Scott Ninnis \| Adelaide 36ers \| \| 1994 \| Chris Blakemore \| Adelaide 36ers \| \| 1995 \| Tonny Jensen \| Newcastle Falcons \| \| 1996 \| Chris Anstey \| South East Melbourne Magic \| \| 1997 \| Ben Pepper \| Newcastle Falcons \| \| 1998 \| Ben Melmeth \| Newcastle Falcons \| \| 1999 \| C.J. Bruton \| Wollongong Hawks \| \| 2000 \| Andrew Goodwin \| Townsville Crocodiles \| \| 2001 \| James Harvey \| Perth Wildcats \| \| 2002 \| Wade Helliwell \| Brisbane Bullets \| \| 2003 \| Matt Burston \| Perth Wildcats \| \| 2004 \| Geordie Cullen \| Hunter Pirates \| \| 2005 \| Peter Crawford \| Perth Wildcats \| \| 2006 \| Gary Boodnikoff \| Cairns Taipans \| \| 2007 \| Liam Rush \| West Sydney Razorbacks \| \| 2008 \| Cameron Tragardh \| Wollongong Hawks \| \| 2009 \| Matthew Knight \| Sydney Spirit \| \| 2010 \| Anthony Petrie \| Gold Coast Blaze \| \| 2011 \| Oscar Forman \| Wollongong Hawks \| \| 2012 \| Daniel Johnson \| Adelaide 36ers \| \| 2013 \| Ben Madgen \| Sydney Kings \| \| 2014 \| Nate Tomlinson \| Melbourne Tigers \| \| 2015 \| Todd Blanchfield \| Townsville Crocodiles \| | - 1990 Shane Heal (Geelong Supercats) - 1991 Andre LaFleur (Gold Coast Rollers) - 1992 Andre LaFleur (Gold Coast Rollers) - 1993 Andre LaFleur (Gold Coast Rollers) - 1994 Darryl McDonald (North Melbourne Giants) - 1995 Darryl McDonald (North Melbourne Giants) - 1996 Darryl McDonald (North Melbourne Giants) - 1997 Darryl McDonald (North Melbourne Giants) - 1998 Derek Rucker (Townsville Suns) - 1999 Derek Rucker (West Sydney Razorbacks) |                             |
| Rok | Zawodnik | Zespół                      |
| 1988 | Darren Lucas | Eastside Melbourne Spectres |
| 1989 | Mark Bradtke | Adelaide 36ers              |
| 1990 | Shane Heal | Geelong Supercats           |
| 1991 | Andrew Parkinson | Southern Melbourne Saints   |
| 1992 | Andrew Svaldenis | Hobart Tassie Devils        |
| 1993 | Scott Ninnis | Adelaide 36ers              |
| 1994 | Chris Blakemore | Adelaide 36ers              |
| 1995 | Tonny Jensen | Newcastle Falcons           |
| 1996 | Chris Anstey | South East Melbourne Magic  |
| 1997 | Ben Pepper | Newcastle Falcons           |
| 1998 | Ben Melmeth | Newcastle Falcons           |
| 1999 | C.J. Bruton | Wollongong Hawks            |
| 2000 | Andrew Goodwin | Townsville Crocodiles       |
| 2001 | James Harvey | Perth Wildcats              |
| 2002 | Wade Helliwell | Brisbane Bullets            |
| 2003 | Matt Burston | Perth Wildcats              |
| 2004 | Geordie Cullen | Hunter Pirates              |
| 2005 | Peter Crawford | Perth Wildcats              |
| 2006 | Gary Boodnikoff | Cairns Taipans              |
| 2007 | Liam Rush | West Sydney Razorbacks      |
| 2008 | Cameron Tragardh | Wollongong Hawks            |
| 2009 | Matthew Knight | Sydney Spirit               |
| 2010 | Anthony Petrie | Gold Coast Blaze            |
| 2011 | Oscar Forman | Wollongong Hawks            |
| 2012 | Daniel Johnson | Adelaide 36ers              |
| 2013 | Ben Madgen | Sydney Kings                |
| 2014 | Nate Tomlinson | Melbourne Tigers            |
| 2015 | Todd Blanchfield | Townsville Crocodiles       |

## Galeria Sław
| Wybrany         | Funkcja     | Rok  |
| --------------- | ----------- | ---- |
| Barry Barnes    | Trener      | 1998 |
| Ray Borner      | Zawodnik    | 2006 |
| Cal Bruton      | Zawodnik    | 1998 |
| Steve Carfino   | Zawodnik    | 2004 |
| Wayne Carroll   | Zawodnik    | 1999 |
| Ken Cole        | Trener      | 2012 |
| Eddie Crouch    | Sędzia      | 2007 |
| Ian Davies      | Player      | 2001 |
| Mark Davis      | Zawodnik    | 2006 |
| Scott Fisher    | Zawodnik    | 2007 |
| Al Green        | Zawodnik    | 1999 |
| Michael Johnson | Zawodnik    | 2004 |
| Damian Keogh    | Zawodnik    | 2000 |
| Brian Kerle     | Trener      | 2006 |
| Leroy Loggins   | Zawodnik    | 2006 |
| Herb McEachin   | Zawodnik    | 1998 |
| Danny Morseu    | Zawodnik    | 2002 |
| Bill Palmer     | Contributor | 1998 |
| Darryl Pearce   | Zawodnik    | 2002 |
| John Raschke    | Contributor | 1998 |
| Larry Sengstock | Zawodnik    | 2001 |
| Phil Smyth      | Zawodnik    | 2000 |
| Malcolm Speed   | Contributor | 2000 |
| Bob Turner      | Trener      | 2000 |
| Andrew Wlachow  | Zawodnik    | 2007 |